# Silas (Nouveau Testament)
Pour les articles homonymes, voir Silas.
Silas (grec ancien : Σίλας Sílas ou Σιλουανός Silouanós), ou Silvanus, est un membre de la  première communauté chrétienne de Jérusalem qui fait partie des Septante. Mentionné dans le Nouveau Testament sous le nom de Silas, Sylvain ou Silvain, il accompagne Paul dans son premier voyage à Antioche avec Barnabé et son deuxième en Galatie avec Timothée. Il l'accompagne également dans ses voyages missionnaires en Syrie, en Cilicie et en Macédoine.

## Silas et Sylvain
Silas est la forme grecque d'un prénom hébreu issu de la racine שׁאל, sheal (« demander », « invoquer »), d'où vient le prénom Saül,. Joseph Fitzmyer précise que Silas est la transcription grecque de l'araméen Seila (שְׁאִילָא), adaptation de l'hébreu Saul (שָׁאוּל). La forme latine correspondante est Silvanus (« Silvain » ou « Sylvain »).
Silas n'est présent que dans les Actes des Apôtres, au chapitre 15, tandis que Silvain apparaît dans les Épîtres de Paul et de Pierre.
Silvain est mentionné dans la Deuxième épître aux Corinthiens (2 Co 1:19) ainsi que dans la Première et la Deuxième épître aux Thessaloniciens, mais aussi dans la Première épître de Pierre (5:12).

## Récit biblique
Dans la ville de Philippes, ils [Paul et Silas] furent accusés d'agitation dans le peuple (probablement après avoir guéri une esclave possédée), battus avec des verges et jetés en prison. La Bible rapporte qu'à minuit, alors qu'ils étaient en prière, il y eut un fort tremblement de terre. Leurs chaînes tombèrent et les portes s'ouvrirent. Le gardien de la prison, pensant que les prisonniers s'étaient enfuis, voulut se tuer mais il en fut empêché par Paul. Il se jeta alors à leurs pieds, les emmena chez lui, et après avoir lavé leurs plaies, il fut baptisé avec toute sa maisonnée.
À partir de Philippes, ils continuèrent leur chemin par les villes d'Amphipolis, d'Apollonia et de Thessalonique où ils firent de nombreuses conversions.
Silas fut par la suite consacré évêque de Corinthe où il finit sa vie après avoir accompli de nombreux miracles.

## Vénération
Saint Silas, ou Silvanus, est fêté le 13 juillet par l'Église catholique, et le 30 juillet par les Églises d'Orient (en même temps que d'autres disciples du Christ : Crescent, Épénète de Carthage (en) et Andronique de Pannonie).